# Historiographie des Croisades

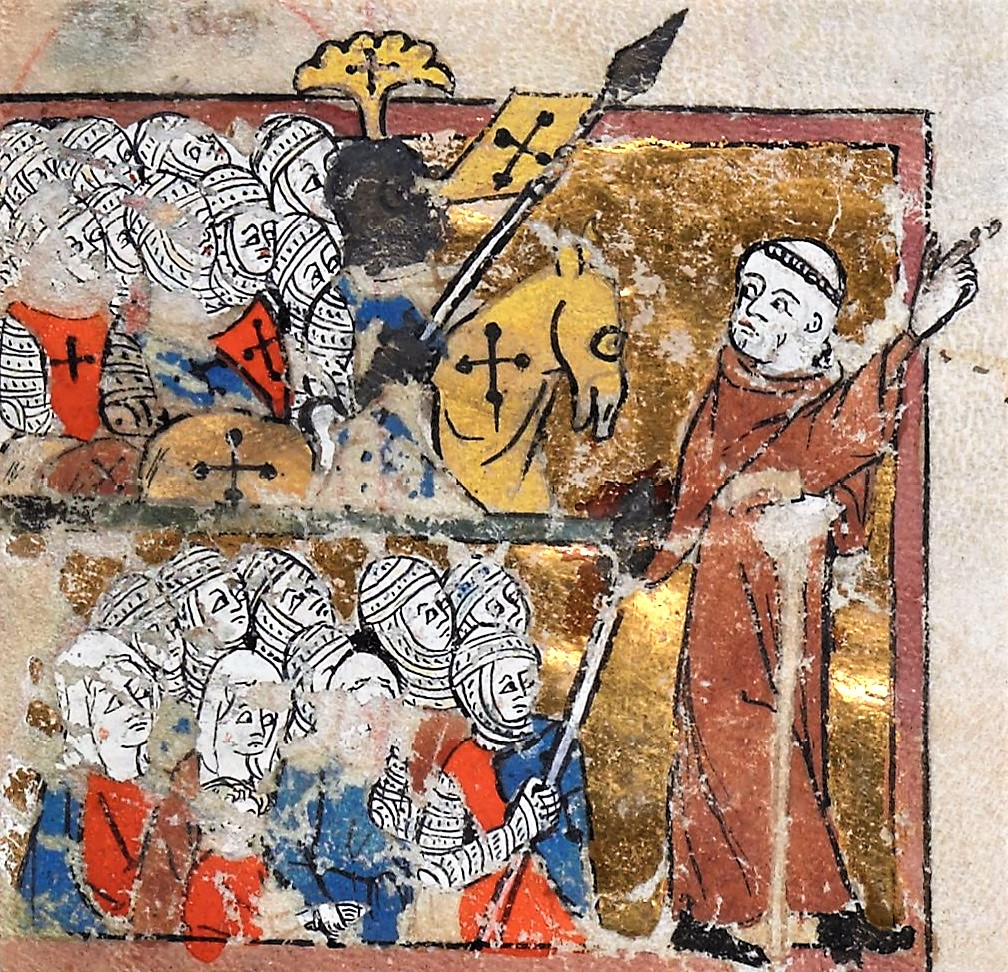
Miniature de Pierre l'Ermite menant la croisade populaire (Egerton 1500, Avignon, XIVe siècle).

 (mars 2021).
Si vous disposez d'ouvrages ou d'articles de référence ou si vous connaissez des sites web de qualité traitant du thème abordé ici, merci de compléter l'article en donnant les références utiles à sa vérifiabilité et en les liant à la section « Notes et références ».
 (octobre 2024).
L'historiographie des croisades, a été, depuis la première croisade en 1096, l'objet d'interprétations contraires et changeantes. Si initialement elles étaient vues comme le moyen de rediriger les véhémences des guerriers occidentaux vers une conquête juste et la défense de la Terre Sainte, celles-ci ont été rapidement utilisées par  l'Église catholique pour défendre des intérêts politiques.
Durant les deux siècles qui suivirent la  conquête de Jérusalem en 1099, les croisades furent considérées comme faisant directement partie du devoir chrétien, comme un pèlerinage pour expier ses fautes. Cependant, cette vision idéalisée n'était pas partagée par tous les théologiens et certains d'entre eux réfutaient, de par le caractère brutal et meurtrier, les capacités expiatrices des croisades. Pendant le Moyen Âge tardif, les historiens commencèrent à faire le rapprochement entre les croisades et les « guerres justes ».
À partir de la fin du XVIIIe siècle, la vision sacralisée qu'avaient les croyants sur ces expéditions lointaines changèrent radicalement. Les historiens les présentèrent de plus en plus comme des guerres de conquête barbares et, bien que pendant la période coloniale (notamment française), des expéditions de conversion furent encouragées et organisées, l'opinion publique n'était plus aveuglée par les récits chevaleresques d'une guerre au nom du Dieu unique. 
Du point de vue des pays mahométans, principales cibles des premières croisades, celles-ci tenaient plus de l'agression impérialiste que de la véritable guerre de conversion, vision aujourd'hui partagée par l'Église orthodoxe.

## Terminologie

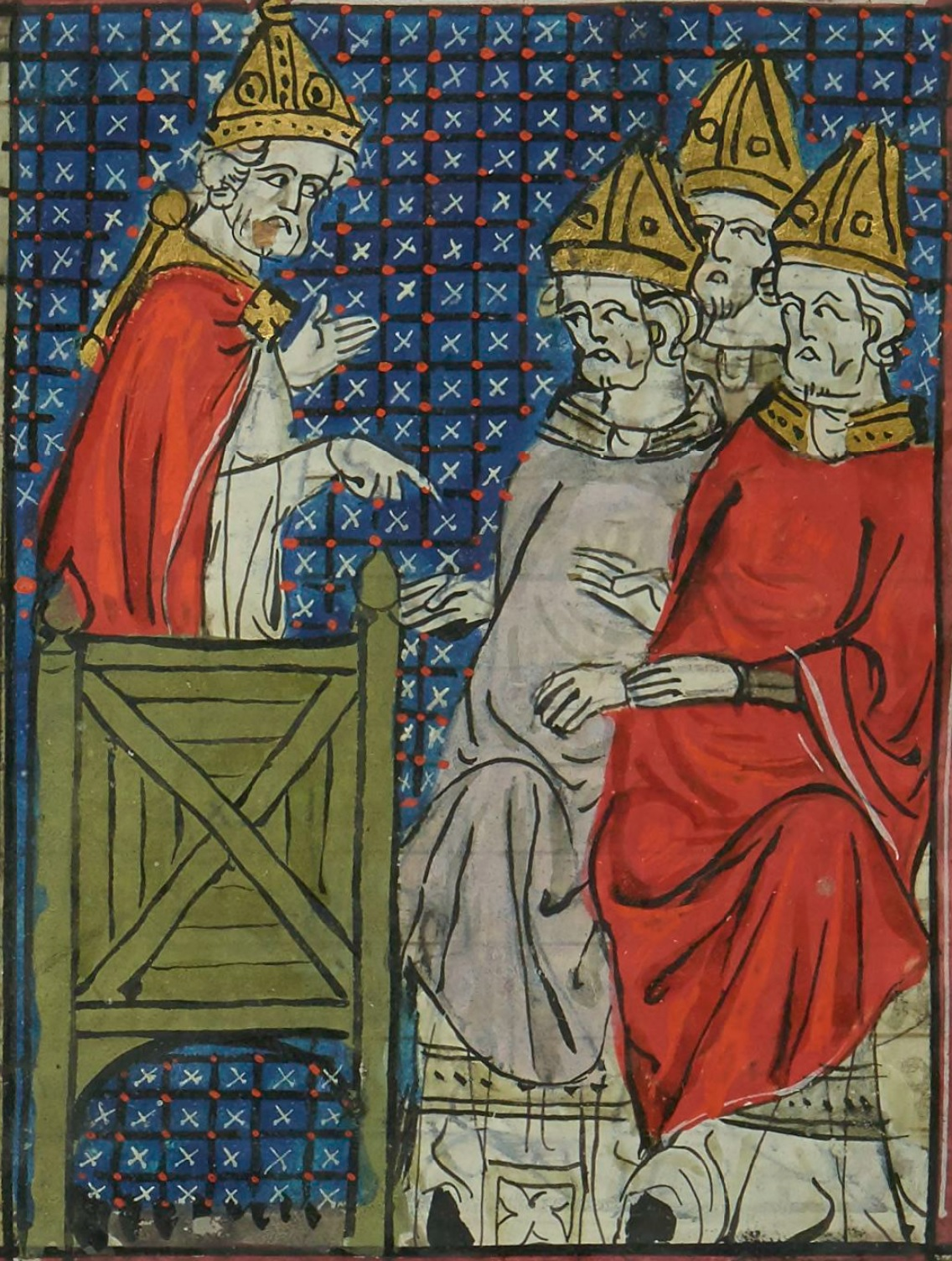
Urbain II prêchant la première croisade à Clermont-Ferrand en 1095 CE

Le mot « croisade » reflète aujourd'hui une série d'expéditions militaires ordonnées, et parfois, dirigées par l'Église latine avec des forces militaires et populaires des royaumes de l'Europe de l'Ouest, menées au Levant entre les XIe et XIVe siècles. Pourtant, celles-ci furent également dirigées contre des communautés païennes et hérétiques, dans une optique d'unité religieuse et politique. Cette différence capitale est aujourd'hui à l'origine d'un débat qui porte sur la validité de l'utilisation des croisades pour ces deux cas.
Pour Urbain II, initiateur de la première croisade, celles-ci étaient un moyen pour unifier une Europe certes chrétienne mais aux prises d'incessants combats fratricides. Ses objectifs précis ne survécurent pas au temps et le texte complet du sermon qu'il prêcha à Clermont disparut. On sait de lui qu'il fut celui qui organisa la croisade grâce à la chronique Historia Hierosolymitana, datée entre 1107 et 1120, faisant mention de son nom.
Ainsi, la première croisade était présentée comme un moyen de se repentir, une alternative au pèlerinage. Les croisés, crucesignatus, ou celui signé de la croix n'étaient non plus de simples combattants mais des protecteurs du chemin de croix.
Selon Riley-Smith, spécialiste dans le domaine des croisades, la Reconquista espagnole ne peut pas être considérée comme similaire aux croisades de par le fait qu'elle ne fut pas dirigée et organisée sous l'impulsion de l'autorité papale (sauf celle de Barbastro en 1064).

## Contexte

Situation politique en Méditerranée orientale, 1135; territoires croisés indiqués par une croix rouge

La première croisade permit aux chrétiens d'établir au Levant des États chrétiens. Appelés États croisés, ces nouveaux royaumes apparus à partir de 1098 persistèrent sous différentes formes durant près de deux siècles. Dépendant entièrement d'un flux constant d'hommes et d'argent provenant d'Europe, ces royaumes tombèrent lorsque ceux-ci se tarirent. Néanmoins, en plus de compter sur le soutien des royaumes chrétiens d'Europe, ces États étaient défendus par des chevaliers, descendants des premiers croisés qui s'organisèrent en ordre militaire. À demi combattant, à demi prêtre, l'Église leur accordait une immunité totale et une protection importante. C'est ainsi qu'on vit l'apparition des ordres militaires en Terre sainte dont font partie les Templiers, les Hospitaliers ou bien l'Ordre Teutonique.
Toutefois, les croisades ne se limitèrent pas à la Terre Sainte. En effet, bien qu'elles soient moins connues, plusieurs croisades furent menées en Europe contre des communautés hérétiques ou païennes.
La croisade des albigeois de 1209 à 1229 a été sans doute l'exemple le plus brutal. Causant plus de morts que n'importe laquelle de celles menées au Levant, on estime les pertes provoquées par les armées catholiques dans le sud de la France variant de 200 000 à plus d'1 000 000.
Les croisades baltes contre les païens et les chrétiens orthodoxes orientaux se poursuivirent par intermittence de la fin du XIIe au début du XVIe siècle. Motivées par des objectifs politiques plutôt que religieux, elles étaient dirigées par l'Ordre teutonique. Leur défaite en avril 1242 contre les armées d'Alexandre Nevsky, mit fin à l'expansion du catholicisme en Europe de l'Est. Deux croisades visant à arrêter l'avance ottomane en Europe du Sud-Est, à Nicopolis en 1396 et Varna en 1444, se terminèrent toutes deux par un désastre.

## Vision du Moyen-Age

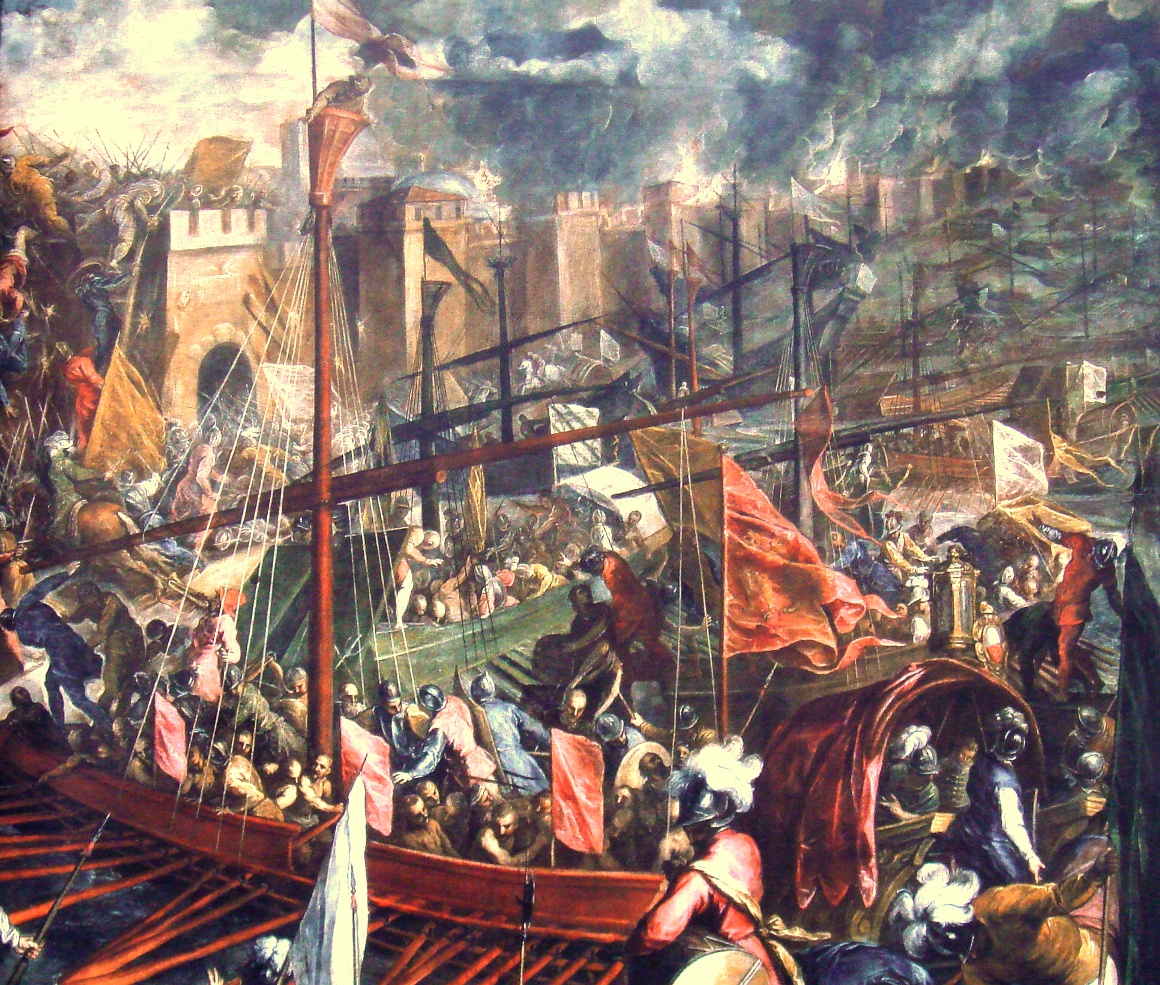
Le sac de Constantinople en 1204 a définitivement marqué les relations entre les chrétiens occidentaux et orientaux

À l'origine, la compréhension médiévale des croisades dépendait d'un ensemble limité de textes interdépendants, notamment Gesta Francorum (estimée aux alentours de 1099). Ce récit retravaillé par Robert de Reims créateur du papisme, était significatif de l'image qu'avaient ses contemporains sur les croisades, ceux-là justifiant toute victoire et toute défaite comme l'expression directe de la volonté divine.
Ainsi, dans la culture littéraire de l'époque, les croisades étaient normalisées et acceptées, moralement et culturellement. Par exemple, les œuvres de Guillaume de Tyr ou bien d'Albert d'Aix érigeaient en héros pieux les valeureux chevaliers quittant femme et enfants pour la Terre sainte. 
L'idée de guerre sainte était alors utilisée pour justifier les croisades. Ce concept que certains font remonter jusqu'à l'Égypte ancienne doit être différenciée des "guerres justes" qui apparurent plus tardivement. Néanmoins, dans l'esprit de la majorité de la population, il était légitime d'intervenir hors de l'Europe au mépris de la souveraineté de royaumes considérés mécréants.
Dès le XIIe siècle, de nombreux dirigeants occidentaux virent dans les croisade la possibilité d'obtenir le soutien du Pape. Cette politisation des expéditions se poursuivit tout au long du XIVe siècle alimentée par l'utilisation des indulgences, au même moment où la Réforme protestante éclatait. Celle-ci, à l'origine du débat au sein de l’Église catholique sur la nature divine des décisions rendues par le pape remettait en question la légitimité des croisades. Néanmoins, à cause de dures sanctions (mise à mort du moine dominicain Jérôme Savonarole par bûcher en 1498) les protestataires se turent rapidement.

## L'après Moyen-Age

Bataille de Lépante, 1571.

Selon les protestants, l'échec des croisades fut présenté comme la preuve de l'abandon de Dieu d'une Église corrompue et révolue. Dans L'Histoire des Turcs, John Foxe condamna l'Église pour avoir persécuté les hérétiques chrétiens cathares et vaudois. Cette pensée fut par la suite développée par des historiens comme Matthäus Dresser en 1584 dans Chronica Hierosolyma.  
Le concept de la loi naturelle de la Renaissance affirmait que tous les peuples avaient certains droits, indépendamment de leur nationalité ou de leur religion. Initialement développé par les théologiens catholiques Francisco de Vitoria et Alberico Gentili, il a été codifié par l'humaniste néerlandais Hugo Grotius dans les années 1620. En conséquence, face à l'expansion ottomane continue, la papauté s'est plutôt concentrée sur des alliances temporelles telles que la Sainte Ligue, qui a combattu à Lépante en 1571. 
Durant les temps troubles des guerres de Religion françaises, les croisades étaient symbole de l'unité française. L'historien Jacques Bongars, protestant, présenta par exemple les croisades comme propres à l'identité française, louant le courage de ses participants tout en les dénonçant sur le fond. En 1704, l'historien Mustafa Naima considéra que les croisades devaient servir d'avertissement contre les dangers que représentent les divisions au sein de l'Islam voulu uni. Cette interprétation resta très populaire jusqu'au milieu du XIXe siècle. 
Pendant les Lumières, des écrivains reconnus comme David Hume, Voltaire et Edward Gibbon utilisèrent les croisades comme un outil de critique de la religion institutionnelle. Dénonçant des raids "barbares" d'un autre temps, ils ne leur reconnaissaient comme impact positif celui d'avoir provoqué indirectement la fin du féodalisme. Au XIXe siècle, ces idées furent remises en cause et furent accusées d'être inutilement hostiles et sans fondements. 
Alternativement, Claude Fleury et Gottfried Wilhelm Leibniz ont proposé que les croisades soient une étape dans l'amélioration de la civilisation européenne, intrinsèquement liées à son histoire; ce paradigme a été développé par les rationalistes . En France, l'idée que les croisades étaient une partie importante de l'histoire et de l'identité nationales a continué d'évoluer. Dans la littérature scientifique, le terme «guerre sainte» a été remplacé par le kreuzzug allemand neutre et la croisade française. 
En Angleterre, Edward Gibbon et Thomas Fuller rejetèrent l'idée que les croisades étaient motivées par la légitime défense en affirmant qu'elles étaient disproportionnées par rapport à la menace mise en cause. Selon eux, la Palestine était un objectif que l'Église n'avait pas par raison mais par fanatisme. William Robertson et Walter Scott, maitre et élève, nuancèrent le débat et précisèrent qu'elles n'étaient pas mauvaises en tout point. Liées à une époque et à ses mœurs, les croisades avaient tout de même permis de placer l'Europe sur la voie du progrès. L'essor du commerce et des villes notamment italiennes ainsi que les nombreux échanges culturels qui touchèrent toute l'Europe furent présentés comme des conséquences de ces expéditions.

## LeXIXesiècleou l'époque coloniale

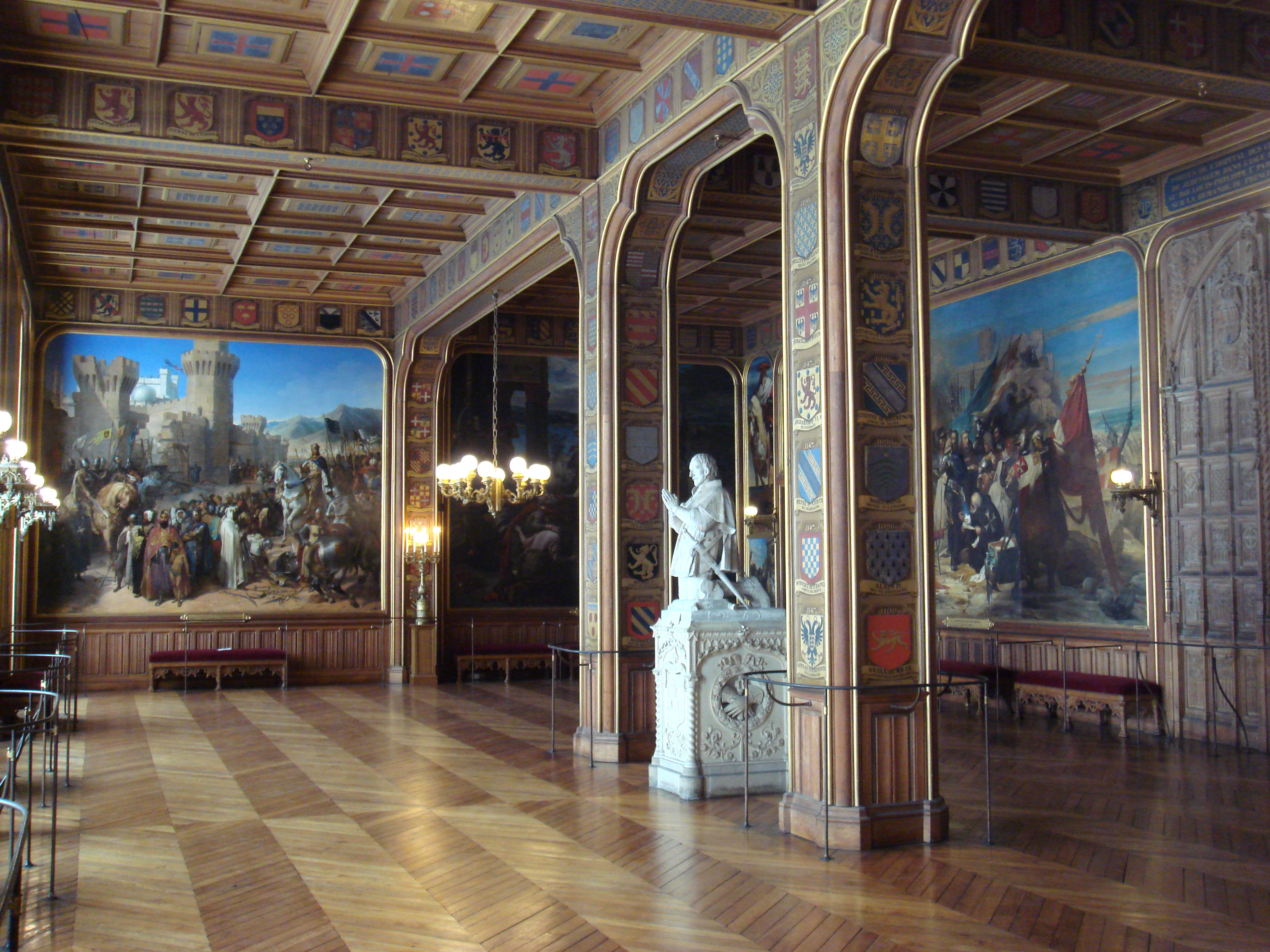
La salle des Croisades, à Versailles ; utilisé pour justifier les ambitions coloniales françaises en Méditerranée orientale

Jusqu'au milieu du XIXe siècle, le monde musulman ne s'intéressa que peu aux croisades. Selon Carole Hillenbrand, ceci s'expliquerait par l'idée répandue que les croisades n'était qu'un problème marginal par rapport à l'effondrement du califat. Des études récentes remirent en question la perspective que les écrivains arabes adoptaient souvent le point de vue occidental opposé à l'Empire ottoman et au nationalisme panarabe. 
La perte de puissance du pouvoir ottoman amena à une lutte d'influence entre la Russie, la France, la Grande-Bretagne et plus tardivement l'Allemagne. Chacun prétendant être un protecteur des différents groupes religieux présents au sein de l'Empire. Le conflit entre  la France et la Russie a été un facteur majeur qui conduisit à la guerre de Crimée de 1853. Chaque partie présenta alors les croisades d'une manière qui allait dans ses propres objectifs. Selon la vision russe les catholiques s'étaient rendus coupables de trahison envers les chrétiens orthodoxes lors du sac de Constantinople durant la 4e croisade.
Après 1815, la France revendiqua la Méditerranée orientale comme un «lac français», écho de la campagne en Égypte et en Syrie de Napoléon 1er. Dans Histoire des croisades, publiée entre 1812 et 1822, Joseph François Michaud dépeint les croisades comme déjà une expression du nationalisme français. Louis-Philippe, roi à partir de juillet 1830, profita de l'expansion coloniale pour renforcer le soutien à son nouveau régime. En 1830, la France occupa Alger, puis soutint Muhammad Ali, dirigeant de la province ottomane d'Égypte, dans sa tentative infructueuse de créer un État arabe qui incluerait la Palestine et la Syrie. 
Louis-Philippe considérait les États croisés constitués pendant les croisades en Terre Sainte comme des proto-colonies françaises et voyait en l'implication de des seigneurs français celle de "protecteurs historiques" des chrétiens syriaques en Palestine. Cet intérêt pour les croisades s'exprima par la création en 1843 de la Salle des Croisades à Versailles regroupant près de 120 peintures spécialement commandées liées aux croisades.
Dans les années 1820 outre-Manche, plusieurs auteurs britanniques Walter Scott et Charles Mills popularisèrent l'image de Richard Cœur de Lion avant tout dans une approche médiévaliste. À cette époque, l'empire colonial du Royaume-Uni était très important et la Palestine était sous une administration gérée depuis New Dehli. Celle-ci, ayant pour objectif de ne pas froisser les musulmans d'Inde britannique, ordonna que l'entrée du général Allenby dans la ville sainte de Jérusalem en décembre 1917 se passe sans encombre. Bien que celui-ci y entra à pied et fit en sorte de se séparer de l'image de croisés triomphants arrivant en vainqueurs, les médias britanniques accusèrent à tort Allenby d'y être venu comme combattant de la foi.
En Allemagne, l'empereur Guillaume II exploita les souvenirs glorieux des croisades au sein de la communauté musulmane. Lors d'une visite à Damas en 1898, il mit en scène une reproduction de couronnement sur le mausolée de Saladin pour se prétendre son successeur et protecteur des fidèles. Malgré ses efforts, les Allemands n'arrivèrent pas à maitriser le nationalisme arabe et échouèrent à le diriger contre la Grande-Bretagne pendant la Première Guerre mondiale.

## Époque contemporaine

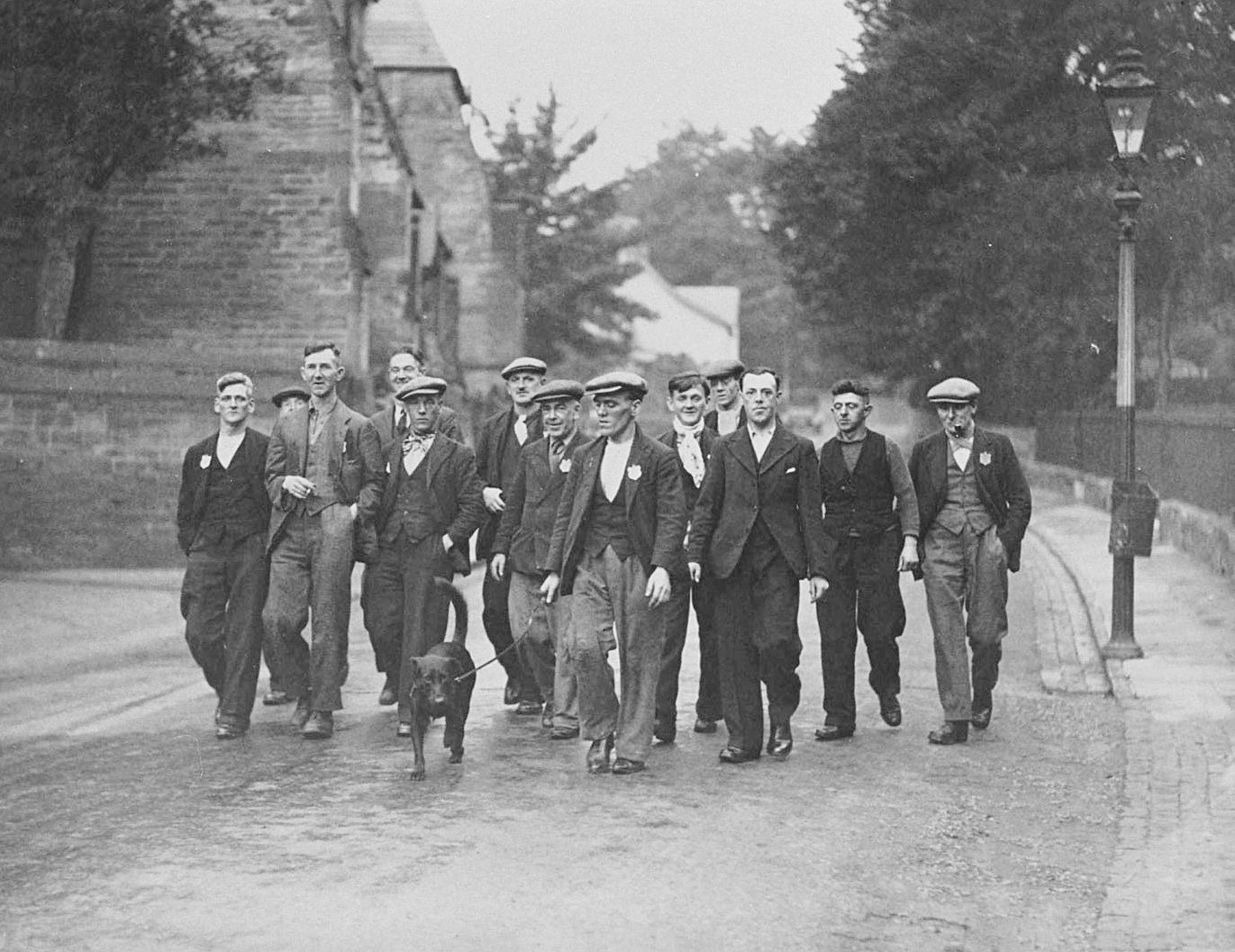
1936, marche contre le chômage.

Durant la première moitié du XXe siècle, le mot croisade était assimilé aux protestations militantes ouvrières. En 1936, les participants de la marche de Jarrow se définirent eux-mêmes comme des croisés. En Espagne, celui-ci était utilisé pour décrire le combat des nationalistes contre les forces socialistes de la guerre civile espagnole ainsi que celui qui protestait contre l'implication des États-Unis dans la Seconde Guerre mondiale.
Selon Steven Runciman, auteur de A History of the Crusades publié entre 1951 et 1954, les croisades étaient en réalité motivées non pas par la morale ou la religion mais par l'intolérance au nom de Dieu. Il dépeint les Européens occidentaux comme ignorants, rugueux et impolis et les musulmans comme tolérants, pieux et guerriers.
Très critiqué pour le caractère stéréotypique de son travail, Runciman est néanmoins une figure fondatrice de la représentation aujourd'hui populaire des croisades. Selon Jonathan Riley-Smith, le travail de Runciman relate plus du roman que du travail historique et son approche reflétait surtout un concept datant du XIXe siècle voyant en les croisades un choc des cultures (voire choc des civilisations pour certains) les considérant motivées par des valeurs religieuses et culturelles plutôt que politiques ou économiques.
En 1999, l'essai historique d'Amin Maalouf (chrétien libanais) Les Croisades vues par les Arabes va considérablement faire évoluer le narratif des Croisades dans le monde francophone grand public. Déjà, auparavant dans son Moyen-Age en trois tomes Robert Fossier écrivait en une phrase "qu'elles (les Croisades) n'avaient servi à rien"
En 2001, le président Bush qualifia la guerre contre le terrorisme de «croisade». Si aux États-Unis ce commentaire passa inaperçu, en Europe il reçut beaucoup de réactions négatives en particulier depuis les communautés musulmanes pour qui celui-ci "rappelait des opérations militaires barbares et injustes contre le monde musulman". Cette réaction est le reflet direct d'une idée répandue au sein des mouvements islamistes que la mentalité croisée n'a jamais disparu en Occident. Ainsi, les opérations militaires et politiques de l'Occident au Moyen-Orient en particulier le traité de Sèvres de 1920, l'établissement d'Israël en 1948, la guerre du Golfe de 1990 ou l' invasion de l'Irak en 2003 ne seraient que la perpétuation d'une tradition d'ingérence institutionnalisée.
Pour certains, cette critique relève du domaine d'un militantisme voulant expliquer par les croisades le colonialisme européen du XIXe siècle bien qu'en réalité ce phénomène ne soit que strictement médiéval. Cependant cette approche est réutilisée par des éléments d'extrême droite, qui suggèrent que l'Occident de tradition chrétienne doit faire à nouveau face à une menace islamique importante. Des groupes comme le Ku Klux Klan, ou les Knights Templar International, utilisent couramment des symboles croisés, quand bien même ils ne se revendiquent pas religieux, et considèrent leurs opposants politiques nationaux comme faisant partie de la même menace.